# Lejla Hátamí

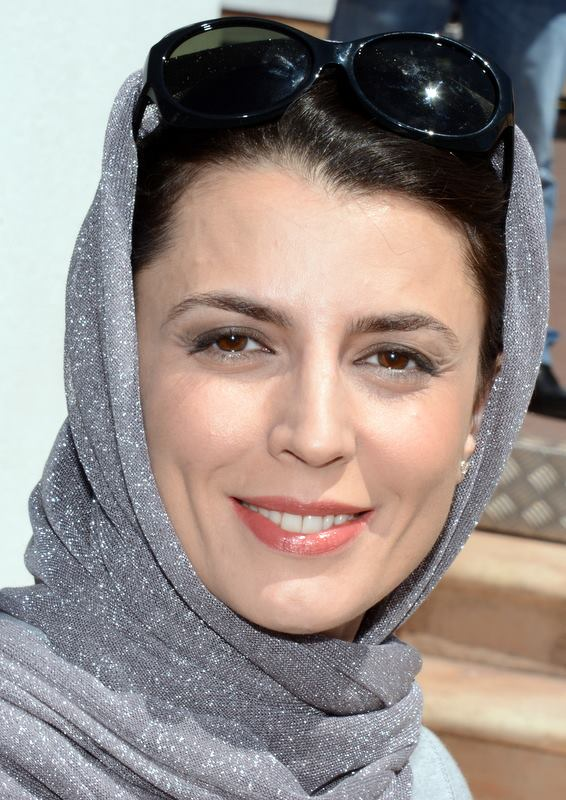
Lejla Hátamí, 2014

Lejla Hátamí (persky لیلا حاتمی‎ – Lyla Hātāmi; * 1. října 1972 Teherán) je íránská herečka. Proslavila se rolí v oscarovém filmu Rozchod Nadera a Simin. Je držitelkou ceny za nejlepší ženský herecký výkon na Berlinale 2011 a na MFF Karlovy Vary 2012.

## Život
Jejím otcem byl íránský režisér Alí Hátamí (1944–1996), matkou herečka Zari Choškam. Lejla se po studiu na střední škole přestěhovala do švýcarského Lausanne, kde studovala nejprve dva roky elektroinženýrství a poté francouzskou literaturu.
Ve filmu na sebe poprvé výrazněji upozornila v roce 1996 výkonem ve snímku Leila.
V roce 2014 byla členkou hlavní poroty na festivalu v Cannes. Íránské ministerstvo kultury ji tehdy veřejně kritizovalo za zdvořilostní polibek s prezidentem festivalu Gillesem Jacobem. „Íránská žena je symbolem cudnosti a nevinnosti bez ohledu na to, zda je herečkou, nebo ne, takže toto nevhodné chování na festivalu v Cannes je v rozporu s našimi náboženskými principy,“ uvedl tehdy náměstek ministra kultury Hosejn Núšabadí.

### Rodina
V roce 1999 se vdala, jejím manželem je herec Ali Mosaffa. Mají dvě děti, syna (* 2007) a dceru (* 2008).